# Боровац (Свети Клемент)
Боровац је ненасељено острвце у хрватском дијелу Јадранског мора. Налази се у групи Паклених отока у средњој Далмацији око 0,1 km уз сјеверозапани руб острва Свети Клемент. Његова површина износи 0,022 km², док дужина обалске линије износи 0,74 km. Административно припада Граду Хвару у Сплитско-далматинској жупанији.